# Българомакедонско благотворително дружество (Русе)
 Тази статия е за дружеството основано през 1884 г..  За дружеството основано през 1895 г. вижте Русенско македонско благотворително братство.  
Българомакедонското благотворително дружество е българска организация, основана в Русе с цел подпомагане българското население в Македония, останала под османска власт след 1878 година.

## История
Дружеството е основано в Русе на 26 декември 1884 година с председател Христо Иванов. Дружеството има за цел да подпомага българите в Македония, останала под османска власт след 1878 година. Основано е по инициатива на Българомакедонското благотворително дружество в София. Дружеството приема с малки изменения устава на софийското. В него могат да участват „македонци и тукашни българи“.
В началото на февруари 1885 година обаче революционното течение в дружеството около Никола Живков, Драган Стоянов и Коста Паница довежда до отмяна на някои членове на устава и възприемане на дейности, които ще се вършат „в тайна“. Дружеството започва да подпомага и Никола Живков в издаването на вестник „Македонец“ - първият български вестник, занимаващ се специално с Македонския въпрос. Самото дружество се задължава да поддържа „таен комитет“, който да работи за въстание в Македония.
На 16 март 1885 г. обаче умерените дейци на дружеството отново надделяват и от него са изключени Никола Живков, Драган Стоянов, Коста Паница, подпредседателят Михаил Палашев и секретарят Коста Шавкулов. Уставът е отново променен и дружеството си поставя за задача:
| „ | спомагание на бедни, болни и изпаднали македонци - на членовете нравствено, както и отчасти да спомага на българите в Македония | “ |

Председател става отново Христо Иванов. Изключените дейци създават Българомакедонския централен революционен комитет „Искра“.
В дейността на дружеството участват и Драган Валтер, Христо Донев, д-р Димитър Вачов. То се запазва като благотворително, но от началото на юли 1885 г. при засилените съединистки действия в цялата страна, уставът му е променен и е създадена Тайна комисия, която да действа в посока общобългарското единство. Членове на комисията са д-р Вачов, който вече е председател на дружеството, Драган Валтер, капитан Симеон Ванков и Панайот Хитов, който е деен член на ръководството на дружеството.
След Съединението дружеството заедно с опълченското дружество в града започва активно да събира помощи и да организира създаването на опълченски чети за защита на отечеството. На 14 септември 1886 година дружеството престава да съществува.